# 慕容翰
慕容 翰（ぼよう かん、? - 344年）は、五胡十六国時代前燕の人物。字は元邕。昌黎郡棘城県（現在の遼寧省錦州市義県の北西）を本貫とする鮮卑慕容部の出身である。慕容廆の庶長子であり、異母弟に慕容皝・慕容仁・慕容昭・慕容評・慕容幼らがいる。波乱に富んだ一生を送り、その生涯において様々な勢力を渡り歩いた。前燕の将軍としては高句麗・宇文部征伐に功績を挙げ、前燕の遼東・遼西地方における支配権確立に大いに貢献した。

## 生涯

### 慕容廆の代

#### 素喜連・木丸津の乱鎮圧
慕容廆の庶長子として生まれた。成長すると父の征伐に従軍するようになり、やがて鷹揚将軍に任じられた。
309年、西晋の東夷校尉李臻が遼東郡太守龐本に殺害されるという事件が起こると、鮮卑族の素喜連・木丸津は李臻の報復を名目として挙兵し、連年に渡り遼東を侵略して暴行略奪の限りを尽くした。州郡は度々軍を派遣して討伐を試みたものの、いずれも敗れ去ってしまった。李臻の後任となった東夷校尉封釈はこの乱を鎮める為、龐本を処刑して講和を求めたが、素喜連らが侵略を止める事は無かった。
311年12月、慕容翰は慕容廆の下へ進み出て「主君となった人間は、まず国家への忠誠を大義名分として掲げて民衆の心を掴み、遂には大業を成就したものです。素喜連と木丸津は龐本討伐を口先で叫んでいましたが、その実、動乱をこれ幸いと乗じているだけです。その証拠に封釈が龐本を誅殺して講和を求めたにもかかわらず、彼等は略奪を止めておりません。中原が乱れてから久しく、州の軍隊では兵力が足りておらず、遼東はこれだけ荒れきっているのに、救済する者がおりません。今こそ、単于（慕容廆）が彼らの悪行を数え上げてこれを討伐するべきです。そうすれば、晋へ対しては遼東復興を名目と説明できますし、実益としては素喜連・木丸津の兵力を吸収できます。 本朝（晋）には忠義を取り、私利は我らが元へ入る。これこそ王業の基礎となります」と献策を行った。
これを聞いた慕容廆は笑って「まだ子供だと思っていたら、いつの間にかそんな知恵を身につけておったか」と感嘆し、その勧めに従って素喜連・木丸津討伐の兵を挙げた。慕容翰は討伐軍の前鋒となって出撃すると、敵軍を大破して素喜連・木丸津を討ち取った。そしてこの二将の兵力を吸収すると共に、三千家余りを慕容廆の傘下に入れた。

#### 宇文部を撃退
313年4月、慕容廆は西晋の司空王浚の呼びかけにより、拓跋部と共同で段部攻略に乗り出すと、慕容翰にその重任を委ねた。慕容翰は棘城より出撃すると、軍を進めて徒河・新城を攻め落とした。さらに陽楽に進むと、西晋の遼西郡太守陽耽と交戦となったが、これを撃破して陽耽を生け捕りとした。だが、拓跋部の将軍拓跋六脩が段部に敗れたと聞き、征伐を中止して徒河に軍を移し、青山を背にして陣営を築いた。その後は棘城に戻らず、数年に渡って徒河に留まった。
319年12月、遼東を実効支配していた西晋の平州刺史崔毖は、慕容廆の勢力が強盛である事を妬み、同じく慕容部と対立していた高句麗・段部・宇文部と同盟を結んで討伐を目論んだ。三国はいずれもこれに応じて兵を挙げ、慕容部の本拠地である棘城へ向けて軍を進めた。慕容廆は離間工作を用いて高句麗と段部の軍を退却させたものの、宇文部の大人（部族長）宇文遜昵延だけは攻略の意志を崩さず、数十万の兵力と四十里にも連なる陣営をもって棘城を威圧した。その為、慕容廆は籠城作戦を取りつつ、徒河に駐屯していた慕容翰に救援を要請したが、慕容翰は使者を派遣して「遜昵延（宇文遜昵延）は国を挙げて来寇しました。敵軍と我等は多勢に無勢であり、計略を使えば易々と打ち破れましょうが、力攻めで勝つのは難しいでしょう。城内の兵だけでも防ぐだけなら十分でしょうから、この翰（慕容翰）は外で遊撃隊となって敵を撹乱し、隙を見つけてこれを撃ちます。内外共に奮戦すれば、敵は震え上がって為す術もなく、敗れるのは必定といえます。今、私が城内に入って軍を一つにしてしまえば、敵は城攻めだけに専念できます。それは上策ではありません。それに、防戦一方の逃げの姿勢を部下へ示すことにも繋がり、戦う前に味方の士気が萎えてしまうことも危惧されます」と答え、救援に向かわなかった。これを読んだ慕容廆は、息子が臆病風に吹かれて参戦を拒絶したかと疑ったが、韓寿が「遜昵延（宇文遜昵延）は勢いこそ盛んでありますが、将は大軍である事に驕っており、兵卒は怠けており、軍律は厳しさを欠いております。もし奇襲を掛けて敵の不意を衝けば、必ず撃破できることでしょう」と進言したので、慕容翰が徒河に留まることを許した。
宇文遜昵延は慕容翰が徒河から動かない事を知って「翰（慕容翰）はもとよりその勇猛さで名を馳せているが、それが今救援に来ようとしていないのは何かを企んでいるのであろう。まず先にこれを取るべきである。城（棘城）など憂うほどのものでもない」と述べ、別動隊として数千騎を派遣して慕容翰を襲撃させた。慕容翰は敵の侵攻を知ると、まず部下を段部の使者に変装させて差し向け、宇文部軍を出迎えさせた。その使者は宇文部軍と合流すると「我々にとって慕容翰は長い間患いの種でした。あなた方がこれを襲撃すると聞き、我等も既に出陣して到着を待っております。どうか速やかに進軍されますよう！」と、段部からの使者として偽りの言葉を伝えた。また、慕容翰は使者を向かわせた後に自ら城を出て伏兵となり、敵軍の到来を待ち受けた。宇文部軍は使者の言葉を真に受けて大いに喜んで進軍を早め、備えもせずに伏兵の待ち受ける地点まで進んだ。ここで慕容翰軍は一斉にこれを奇襲し、奮戦して敵兵を尽く捕らえる事に成功した。
慕容翰はさらに勝ちに乗じて進撃を開始すると、棘城へ使者を派遣して慕容廆へ全軍を総動員して宇文部の本隊を撃つよう請うた。これを受け、慕容廆は慕容皝（慕容翰の異母弟）と長史裴嶷に精鋭を与えて先鋒とし、自らもまた大軍を率いて後続した。宇文遜昵延は全く備えをしていなかったので、慕容廆の出撃に驚いて慌てて全軍を出陣させた。この時、慕容翰は千騎を率いて既に敵陣の背後に控えており、先鋒軍の戦いが始まったのを見計らって宇文遜昵延の陣営へ突入し、これを焼き払っていった。これにより宇文部軍は大混乱に陥って為す術もなく大敗を喫し、宇文遜昵延は体一つで逃げ出す有様であった。この戦いで慕容廆は敵兵のほとんどを捕虜とし、さらに宇文部に代々伝わっていた皇帝の玉璽三紐を手に入れた。

#### 高句麗を威圧
同年、高句麗の美川王は度々兵を派遣しては遼東を襲撃していた。その為、慕容廆の命により、慕容翰は慕容仁（慕容翰の異母弟）と共に高句麗討伐に向かったが、美川王が和睦を請うたので討伐を中止して軍を退却させた。
321年12月、慕容廆の命により、慕容翰は遼東を鎮守する事となった。慕容翰はよく人心を慰撫して儒学を好んだため、上流階級から庶民に至るまで従う事を拒む者はいなかったという。その威恵は甚だ大きく、高句麗は慕容翰を恐れて侵攻を思い止まるようになったという。

### 段部に帰順

#### 亡命
同月、弟の慕容皝が世子（世継ぎ）に立てられた。慕容翰は長男であり、父からも寵愛を受けていたが、母の出自が卑しかったために後継に立てられなかった（慕容皝は正室である段夫人の子）。
333年5月、慕容廆が没して慕容皝が後を継ぐと、慕容翰は建威将軍に任じられた。
慕容仁は勇気と軍略を兼ね備えており、また慕容昭（慕容翰の末弟）は文才を有していたので、慕容翰と同様に父から寵愛を受けていた。だが、それ故に慕容皝は彼ら三人の存在を常々妬ましく思っていた。
10月、慕容翰は次第に慕容皝に害されるのを恐れるようになり、嘆息して「我は先公（慕容廆）より重任を委ねられ、勇気もなく力も及ばなかったが、幸いにして先公の威光により功績を打ち立てる事が出来た。だが、これは天が我が国に味方してくれただけであり、人の力によるものではないのだ。だが、人々はこれを我の力量によるものと考え、傑出した才能があるとして他人の下に甘んじる人間ではないと評している。故に弟（慕容皝）はますます猜疑心を募らせているのだ。我はどうして座して災いを待てようか！」と述べると、遂に子息と共に慕容部から離反して段部へ亡命した。段部の首領段遼はかねてからその勇名を聞いていたので、大喜びで迎え入れると、甚だ厚遇して深い敬愛を示した。こうして慕容翰は仇国に身を置くこととなったが、それでも故郷への思慕の念は変わらず抱いており、いつも立忠を忘れることはなかったという。
11月、慕容仁・慕容昭は慕容皝に反乱を企てたが、決行する前に計画は露見してしまい、慕容昭は誅殺されて慕容仁は平郭へ逃亡した。その後、慕容皝は慕容仁討伐に向かうも返り討ちに遭い、これにより慕容仁は遼東一帯を占拠して自立した。

#### 柳城へ侵攻
334年2月、段遼は弟の段蘭に慕容部の柳城攻略を命じると、慕容翰もまたこれに従軍した。だが、柳城を守る都尉石琮・城大慕輿泥は死力を尽くして城を守り抜いたので、段蘭軍は勝利を得られないまま退却を余儀なくされた。段遼は敗戦の報告に激怒して段蘭と慕容翰を叱責し、柳城を必ず攻略するように厳命した。
その後、段蘭軍は再び侵攻を開始すると、雲梯を作り四面同時に昼夜を問わず攻め立てたものの、石琮と慕輿泥はますます堅固に守りを固めたので、またも攻略に失敗して千人余りの兵を失った。だが、石琮らの救援の為に慕容汗・封奕の軍が到来すると、段蘭はこれを牛尾谷において迎え撃ち、散々に打ち破った。段蘭はこの勝ちに乗じて追撃を掛け、敵地深くへ侵入しようと考えたが、慕容翰は祖国が滅ぼされるのではないかと憂慮して「将軍となった以上、その務めは慎重に果たさなければなりません。詳細に敵の兵力を量り、万全でなければ動くべきではありません。今、先鋒を撃破しましたが、敵はまだ主力を残しています。慕容皝は策が多く、伏兵をよく用います。もしも、敵が我等を誘き寄せた上で退路を断ち、全軍を挙げて反撃すれば我等は全滅してしまいます。我等へ課せられたのはこの勝利のみです。もし、君命を無視して攻撃を続けた挙げ句に敗北してしまえば、功名共に失います。その時、何の面目があって国に戻れましょうか」と段蘭を諫めた。これに段蘭は「いや、もし慕容皝を捕虜にすることができればそれ以上の大功はない。卿は故郷を滅ぼしたくないからそのようなことを言うのであろう。今、千年（慕容仁の字）が東に割拠している。我が事が成った暁には、彼を迎え入れて慕容部の後継としよう。そうすれば宗廟の祀りも絶えず、卿の憂いごとも無くなるであろう」と反論したが、なおも慕容翰は「私は既に国を棄てた男です。故国の存亡など、今の私に興味はありません。ただ、この国のことを思うからこそ、功名を惜しむのです」と言い、自分の手勢だけでも引き上げると訴えたので、段蘭もやむをえず軍を退却させた。

#### 宇文部へ奔る
338年1月、後趙君主石虎が総勢20万の大軍でもって段部征伐に乗り出した。3月、慕容皝もまた後趙の動きに呼応し、自ら出撃して段部の領域である令支以北の諸城を攻撃して回った。段遼はこれを迎え撃とうと考えたが、慕容翰は「今、趙の軍団が南方に迫っております。全力を挙げて防がなければならない時に、更に燕と戦うつもりですか。燕王自らが出向いた以上、率いるのは精鋭部隊でしょう。万が一にも敗れたら、どうやって南敵（後趙軍）と戦おうというのですか！」と諫めた。側に控えていた段蘭はこれに怒って「我は以前、卿のせいで道を誤った。今日の災いを招いたのはその為であろう。我は二度と卿の術中に嵌る事はない！」と述べて慕容翰の意見を退けると、総力を挙げて慕容皝を攻めた。だが、慕容皝は伏兵を設けて段蘭を待ち受けており、段蘭軍は大敗を喫して数千の兵を失い、五千世帯の人民・一万を越える家畜が略奪されてしまった。
その頃、石虎もまた金台まで進軍しており、その配下である支雄は段部領である漁陽・上谷・代郡を相継いで降伏させ、四十を超える城を陥落させた。段遼は段蘭が敗戦していた事もあり、もはや石虎と一戦を交えようとは考えず、令支を放棄して妻子親族及び豪族千戸余りを率いて密雲山へ逃走を図った。この時、段遼は慕容翰の手を取って涙を流して「卿（慕容翰）の進言を用いず、自ら敗亡の道を選んでしまった。我はもとより自業自得だが、卿の寄る辺まで失う事になり、慙愧の念に堪えない」と謝罪したという。慕容翰はここで段遼と袂を分かち、北へ逃走して宇文部へ亡命した。

### 故国へ帰還
宇文部の首領宇文逸豆帰は一度は慕容翰を快く迎え入れたものの、次第にその才名を妬むようになっていった。身の危険を感じた慕容翰は狂人の真似をして髪を掻き乱して歌を歌ったり、跪いて物を食べたりし、その警戒を解こうとした。これにより宇文部では国中の人が彼を賤しむようになり、まともに相手にする者さえいなくなった。そうして誰も慕容翰の動向に注意を払わなくなると、慕容翰は密かにあちこち国内を巡り、山川の地形を調べてはその全てを暗記するという事を繰り返したという。
慕容翰はもともと慕容皝へ対して造反したわけではなく、疑われることを嫌って国を出奔しただけであり、また他国へ亡命してからも何かと前燕の為に便宜を図っていたので、慕容皝もまた次第に彼のことを気にかけるようになっていた。
340年1月、慕容皝は商人の王車を間者として宇文部へ派遣し、慕容翰の様子を探らせた。慕容翰は王車と市場で出会ったが、ただ無言で胸を撫でて頷くのみであった。王車が国へ戻ってこの事を報告すると、慕容皝は「彼は故郷へ帰りたいのだ」と喜んだ。そして慕容翰がいつも使っている、三石の重さがある弓と普通より長く大きな矢を作らせると、これを王車に持たせて再び慕容翰の下へ派遣した。王車はこの弓を道の傍らへ埋め、慕容翰へ向けて慕容皝の意向を密かに伝えた。これにより慕容翰は故郷への帰還を決意した。
2月、慕容翰は宇文逸豆帰の名馬を盗むと、二人の子供を連れて弓矢を取って逃亡を図った。これを知った宇文逸豆帰は配下の精鋭百騎余りにこれを追跡させたが、慕容翰は彼らへ「我は長い間故国へ帰る事を望んでいたが、今その為の名馬を得ることができた。もはや再び戻ることは無い。我は日頃汝らを欺くために狂った振りをしていたが、我が腕は衰えていない。これ以上近づくと自ら死に向かうことになろう！」と忠告した。だが、騎兵部隊は彼を軽んじて追撃を続けたので、慕容翰は「我は久しく汝らの国に世話になった。汝らを殺すのは忍びない。我から百歩離れた所に刀を立てるのだ。それを我が射てみせよう。一発で当たったならば汝らは帰るのだ。当たらなければ進んでくるが良い」と告げた。そこで、騎兵部隊はこれに応じて刀を立てると、慕容翰は矢を放って一発で刀の環に当てたので、これを見て騎兵部隊は逃げ散ったという。
こうして慕容翰は無事故郷に帰還を果たすと、慕容皝はその到来を大いに喜んで迎え入れ、以来彼を厚く恩遇するようになった。やがて慕容翰は建威将軍に任じられた。

### 前燕の名将

#### 高句麗征伐
342年10月、慕容翰が慕容皝へ「宇文部は強盛を誇り、度々我が国へ害を為しております。宇文逸豆帰は宇文乞得亀から大人の座を簒奪し、国民は彼に懐いておりません。また、彼自身の素質も凡庸で将帥の器ではありません。国に防備は無く、軍には規律がありません。臣はしばらくあの国におりましたから、その地形は知り尽くしております。彼等は、羯族の強国（後趙）と友好関係にありますが、かの国とは遠く離れておりますので助けには成らないでしょう。今戦えば、百戦百勝は間違いありません。ただ、高句麗には注意が必要です。彼等は宇文部と連絡を密に保っています。宇文部が滅ぼされたら、次は我が身に災厄が降りかかると知っているのです。ですから、我等が宇文部へ攻め込めば、その隙を衝いて国へ侵攻して来ることでしょう。もしも少数の兵卒しか国内に残さなければ撃破されますし、守備を堅めすぎれば遠征の兵力が不足します。つまり、高句麗は心腹の病なのです。宇文部攻略の為には、それに先がけてまず高句麗を討つべきです。彼らの兵力を見ると、一度の攻勢で勝てます。この時、宇文部は守りを固めるだけで攻撃はしますまい。 既に高句麗を奪ってから、転進して宇文部を攻め取る。二国を平定すれば、東海は我が内海となります。国は富み兵は強くなり、後顧の憂いもなくなります。そうしてこそ、中原進出を図ることができるのです」と進言すると、慕容皝はこれに同意して高句麗討伐に乗り出した。
高句麗を攻撃するに当たって侵攻経路は二つあり、その一方は平坦で道幅も広い北道であり、もう一方は険阻な南道であった。群臣は誰もが北道を行くべきだと考えていたが、慕容翰は「敵も同様に考え、北道の警備を厳重にしているはず。南道は険阻で大軍を動かすには不向きですが、精鋭兵だけで南道から進撃すれば、敵の不意を衝くことができます。そうすれば、丸都（高句麗の本拠地）も容易く落とせます。そして、別働隊で北道を抑え万一の事態に備えるのです。その心腹を潰しておけば、四肢は何もできません」と進言すると、慕容皝はこの意見を採用した。
11月、慕容皝は自ら4万の兵を率いて南道を進み、先鋒を慕容翰と慕容覇（後の慕容垂）に委ねた。また、長史の王寓には一万五千を与え、別働隊として北道を進ませた。高句麗の故国原王は「皝軍は北路を進むであろう」と述べ、弟の高武へ5万の精鋭兵を与えて北道へ向かわせ、自身は残った弱兵を率いて南道へ出た。慕容翰は先行して故国原王の軍と交戦を繰り広げ、その間に後続の慕容皝本隊が到着した。左常侍鮮于亮は数騎を引き連れ、高句麗の陣へ突撃して大いに荒らし回り、慕容翰らはこれを見逃さずに総攻撃を掛け、高句麗軍を大敗させた。さらに勝ちに乗じて追撃を掛け、遂に丸都へ突入すると、高句麗王は単騎で逃亡した。前燕軍は男女五万人を捕虜とし、宮殿を焼き丸都を壊してから帰国した。

#### 宇文部を滅ぼす
343年2月、宇文部の相の莫浅渾が前燕へ侵攻した。前燕の諸将はこれと交戦を望んだものの、慕容皝は許さなかった。これにより莫浅渾は敵軍が恐れを為していると思いこみ、酒を飲んだり狩猟をしたりして警備を怠るようになった。これを見た慕容皝は慕容翰へ討伐を命じた。慕容翰は出撃して敵軍と一戦を交えると、これを散々に打ち破って兵卒の大半を捕らえ、莫浅渾はかろうじて逃げ帰った。
344年1月、慕容皝は宇文部討伐のため親征を決意すると、慕容翰は前鋒将軍に任じられて軍の先鋒となり、劉佩がその副将となった。また、慕容軍・慕容恪・慕容覇・折衝将軍慕輿根にもまた各々兵を率い、三道に分かれて進軍した。これに対し、宇文逸豆帰は南羅大の渉夜干へ精鋭兵を与えて迎撃させた。慕容皝は使者を派遣して慕容翰へ「渉夜干の勇名は三軍に鳴り響いている。少し退却した方がよい」と伝えたが、慕容翰は「宇文逸豆帰は、国内の精鋭をかき集めて渉夜干の軍へ配属しました。渉夜干にはもとより勇名があり、国中の頼みの綱となっております。逆に言えば、彼さえ撃退すれば、宇文部は攻撃せずとも自ずから潰れることでしょう。それに、臣は奴らの人となりを知っております。虚名こそありますが、与し易い相手です。退却するのは我が方の士気を挫くだけです」と反論し、進撃を続けた。こうして渉夜干軍と交戦となると、慕容翰は自ら陣より出撃して迎え撃った。これに慕容垂が傍らから援護を行い、慕容翰は渉夜干軍を撃破してその首級を挙げた。これを見た宇文部の兵卒は恐れおののき、戦わずして崩壊した。前燕軍は勝ちに乗じてこれを追撃し、遂に都城を攻略した。 宇文逸豆帰は逃亡を図るも漠北にて命を落とし、こうして宇文部は滅亡した。慕容皝は五千戸を超える住民を昌黎へ強制移住させた。この戦勝により前燕は領土を千里以上広げた。

### 最期
慕容翰は宇文部との戦いで流れ矢に当たってしまったので、しばらく床に伏せるようになり、出仕することも出来なかった。やがて少しずつ傷が癒えてくると、自邸で馬の試し乗りを行うようになったが、これを見た者が慕容皝へ「慕容翰は病と称して家に閉じこもり、密かに乗馬の練習をしております」と告げた。これは慕容翰を疑わせようとしての讒言に過ぎなかったが、心中彼の勇名を恐れるようになっていた慕容皝はこれを信じ込んでしまい、慕容翰へ自害を命じてしまった。慕容翰はこの命を受け入れ、最期に「我は罪を負って出奔したが、情けなくも戻って来た。今日死ぬとしても、むしろ遅すぎるのだ。だが、未だに羯族（後趙）が中原にのさばっていることから、我は身の程もわきまえずに、国家を強くして天下を統一させることを願った。この志を遂げることはできなかったが、これを怨むことはない。天命であろう」と語ると、自ら毒を飲んで自害した。

## 人物
雄壮・豪放な性格の持ち主であり、策略にも長けていた。また、腕が非常に長く射術に秀で、並外れた腕力を有していた。用いる弓は重さ三石を越えており、矢も普通より長くて大きいものを用いていたという。
父の慕容廆はその才能を見て只者では無いと感じ、外交折衝の任を彼に委ねたという。また、征伐に従軍すると、その勇猛さと優れた計略によって行く先々で戦功を挙げたので、士卒からも慕われていた。その威声は大いに振るい、周囲の者だけでなく遠方からも畏怖の対象となったという。